# Julia León
 (avril 2020).
Le contenu est difficilement compréhensible vu les erreurs de traduction, qui sont peut-être dues à l'utilisation d'un logiciel de traduction automatique.
 (avril 2020).
Pour les articles homonymes, voir Léon.
Julia León, née à Madrid le 1er juin 1945, est une auteure-compositrice-interprète et chercheuse espagnole, spécialiste du folklore espagnol et de la musique séfarade. Sa contribution à la musique est inscrite au patrimoine culturel de l'Espagne en 2010 et ses œuvres sont conservées à la Bibliothèque nationale d'Espagne.

## Biographie
María Luz Julia León Conde est née à Madrid. Elle est la fille de Flor Conde et d'Ángel León de Gozalo. Elle est la sœur de l'actrice Eva León Conde et de l'auteure-compositrice-interprète et femme politique Rosa León. Elle fait ses études à l'École de l'Église de Madrid[Quoi ?]. Son accès à la musique et au folklore s'est fait par l'intermédiaire de la famille de sa mère. La famille de sa mère est originaire de Tierra de Campos (Valladolid), ses membres étaient connus sous le nom de Los Juglares. En plus de fabriquer des instruments, ils chantaient dans des festivals populaires. Elle a quitté le domicile familial quatre jours après la mort de sa mère. Elle a écrit sa première chanson, La Bella Lola, à l'âge de 19 ans.
En 1966, elle fonde avec Hilario Camacho, Adolfo Celdrán et Elisa Serna, entre autres, le groupe de musique Canción del Pueblo, dont l'objectif est de soutenir la chanson et la musique populaire de l'auteur. Le groupe est principalement composé d'étudiants de l'Université de Madrid[Laquelle ?] et est ouvert à tous ceux qui veulent chanter. Après la dissolution du groupe, León s'installe aux États-Unis, invitée par la Lincoln Brigade à donner une série de récitals. Elle y consolide sa carrière personnelle de compositeur, en mettant en musique des textes de poètes contemporains, et en composant ses propres chansons. Avec Barbara Dane, elle collabore à l'enregistrement d'une cassette destinée aux soldats et aux déserteurs de la guerre du Viêt Nam, avec des chansons de Chicho Sánchez Ferlosio. Dans cette cassette, Jane Fonda et Vanessa Redgrave récitent également des extraits de lettres de mères ayant perdu leurs enfants.
De retour en Espagne, elle se consacre au travail de terrain dans les villages à la recherche de la musique traditionnelle. C'est à ce moment-là qu'elle rencontre Agapito Marazuela et cette connaissance l'amène à propager la musique traditionnelle auprès des chanteurs de l'époque comme Elisa Serna et Eliseo Parra,. Elle compose aussi de la musique pour enfants avec le poète Raúl Ruiz, père de ses enfants et son compagnon pendant dix ans (1977-1987).
En 1992, l'album Romans est déclaré d'intérêt pédagogique par le Ministère d'Éducation et distribué dans les écoles publiques d'Espagne. Depuis 1978, elle se consacre au sauvetage de la musique traditionnelle séfarade, avec des nombreux voyages en Israël et en Palestine. À Jérusalem, elle apprend directement de Kohava Levi[Quoi ?]. En 2010, l'ensemble de ses travaux de recherche et de compilation séfarade est considéré comme patrimoine culturel de l'Espagne et conservé par la Bibliothèque nationale d'Espagne.
En 2019, León présente un nouvel album, réalisé grâce au financement participatif, Que soy del aire, ainsi qu'un livre de poèmes, auquel ont collaboré le père de ses enfants, Raúl Ruiz, et son fils, Helios Ruiz León. La direction artistique et les arrangements sont assurés par le pianiste Antxon Sarasúa.

## Discographie

### Soliste (album solo)
- 1970 : Cantos del pueblo, Free People.
- 1975 : Con viento fresco, Ariola[8].
- 1977 : La rueda 1, Canciones populares infantiles, Als Quatre vents.
- 1986 : Sin prisas, RNE.
- 1987 : Madrid canta tierno, Canciones infantiles compuestas por niños, RNE.
- 1992 : Romances, RNE.
- 1997 : Brisa de luna y plata, Canciones de Lorca, Ikastaries[8].
- 2003 : Kantes. Cantes sefardíes del mediterráneo, Ventilador Music.
- 2006 : El legado sefardí, Adama Music.
- 2016 : De oriente a occidente sefarad, Several Records.
- 2017 : Se acerca el alba de hoy, Producciones Kimera.
- 2019 : Que soy del aire[9]

## Ouvrage
- Que soy del aire, anthologie poétique[6],[9].